# 吉田奈央 (フリーアナウンサー)
吉田 奈央（よしだ なお、1987年9月3日 - ）は、日本のフリーアナウンサー。セント・フォース所属。元南海放送契約アナウンサー。福岡県出身。

## 人物
- 福岡雙葉小学校附属幼稚園、福岡雙葉小学校、福岡雙葉中学校・高等学校、明治大学卒業。
- 身長：155cm。
- 趣味は料理やお菓子作り、映画鑑賞など。特技はアルトサックス。
- 2012年2月まで、セント・フォースのスプラウト部門に所属。その後同部門の分社化により2012年3月からスプラウト社に所属。「GOGOMONZ」出演を機に、セント・フォース本体に転籍。
- 2018年12月、契約アナウンサーとして南海放送入社[1][2][3]。
- 2020年3月、契約満了により南海放送を退社[4]
- 姉がいる[5]。

## 担当番組

### 南海放送
テレビ
- News Ch.4（木曜・金曜のch.ウェザーを担当）
- Beans
- 大好き!まつやま
- なんかいNEWS・なんかいNEWSファイナル

ラジオ
- 愛媛新聞ニュース

### フリー（スプラウト時代を含む）
テレビ
- めざましテレビ（フジテレビ） - コーナーレギュラー
- Jリーグアフターゲームショー（スカパー!Jリーグ速報番組） - 進行キャスター
- ボビー's スタジアム（テレビ埼玉） - レギュラーパートナー他
- 満足! トレンドナビ（BS-TBS） - リポーター

ラジオ
- GOGOMONZ（FM NACK5） - パーソナリティ（2016年10月3日 - 2017年3月16日：出演は2017年3月2日まで） - 体調不良により降板
- 朝イチマーケットスクエア 「アサザイ」（2014年7月2日 - 2015年3月25日、ラジオNIKKEI第1放送） - アシスタント